# 先锋话剧
在中国大陆，20世纪80年代以前，话剧作品多是现实主义风格的。80年代以后，中国的话剧舞台上开始出现了探索话剧、实验话剧，这些话剧开始用表现主义、荒诞主义之类的手法，描述人生。这些话剧后来被笼统地称为先锋话剧。

## 历史

### 起源
中国大陆的先锋话剧肇始于20世纪70年代末。那时候，环境松动，戏剧家团体开始出国访问，到欧洲各地看他们的戏剧发展。国内也开始有人做一些尝试，这在当时被称为探索戏剧。

### 80年代
80年代，林兆华等人排的《绝对信号》被视为第一部先锋话剧。这一时代，主要是传统导演中的叛逆者的实验。他们的实验引起了话剧界的争议。

### 90年代
90年代，牟森，孟京辉等学生开始大规模实验，并取得了一定的成功。

### 2000年以后
先锋话剧趋于沉寂，与商业合流的趋势初显。

## 代表作
- 《绝对信号》

探索戏剧对话剧界的第一记重炮，是1982年北京人艺的导演林兆华导演、高行健编剧的《绝对信号》。这是公认的中国先锋话剧出现标志，也是中国第一部小剧场话剧。它最大的突破就是抛弃了一直沿用的“镜框式舞台”的大剧场，而在一个类似排练场的小剧场里演出。舞台与观众席处于同一平面，甚至触手可及。这部戏是中国小剧场运动的发端。在《绝对信号》中，布景固定，只不过是舞台中央的四根柱子。但是，却可以随着剧情的发展变化成新房或者小溪。‘景随人生’的戏曲美学原则得到了借鉴和发挥。舞台空间封闭性的打破，使得观众的欣赏心理也随之变化。
- 《母亲的歌》

1982年的11月，上海导演胡伟民排了话剧《母亲的歌》，这是中国的第二部小剧场话剧。《母亲的歌》以“中心式舞台”的形式，让观众与舞台的距离感进一步打破。
- 《挂在墙上的老B》

1984年，还是中央戏剧学院在校学生的王晓鹰和同学宫晓东排出了《挂在墙上的老B》。
这是中国的第三部小剧场话剧，此剧完全抛弃了剧场的概念，他们在学校的食堂演出，在操场演出，路灯下演出。而且，在演出过程中，观众被请上台对老B的行为及想法发表评论。
- 《魔方》

《魔方》是王晓鹰的代表作，它是一部在大剧场演出的话剧，整部戏分成9个互相之间没有关联的故事。这九个故事的演出方式也多种多样，有的符合传统的戏剧表演，有的像是记者采访，有的像是时装秀。全剧没有焦点。这部戏抛弃了情节，人物这些要素，这一大胆举措招来戏剧界的广泛批评，然而它的演出效果亦非常好，非常受大学生的欢迎，在广大学子中产生了巨大的影响力。
- 《闲人三部曲》

《闲人三部曲》包括《鱼人》、《棋人》和《坏话一条街》，由过士行编剧。过在编剧过程中突出人性中的模糊性和情感性，反对绝对判断。这对过去传统戏剧界通过性格塑造人物是一个反叛。
林兆华曾导演过此系列。
- 《等待戈多》
- 《零档案》

《零档案》由牟森导演，由于国内舞台不准使用明火，所以从未在中国大陆公演，但在国外艺术节上演出过。《零档案》源于于坚的一首长诗。这部戏在演出形式上有巨大的创新与探索，道具有接通电源并正常工作的电焊枪，切割机，演出时，苹果的浆汁弄得到处都是。1995年，《零档案》接到数个国外艺术节的邀请，在20多个城市演出，使牟森在戏剧圈名声大噪。
- 《思凡》
- 《恋爱的犀牛》
- 《我爱XXX》
- 《一个无政府主义者的意外死亡》
- 《切·格瓦拉》

《切·格瓦拉》导演张广天，该剧以批判现实，平民立场和先锋的表现手法引起了票房轰动。
- 《圣人孔子》
- 《阴道独白》

## 先锋剧导演
牟森
孟京辉
张广天
王晓鹰
王翀

## 影响

### 与欧美的先锋戏剧的比较
欧美的先锋戏剧大都是反商业的，是对观众带有挑战性的，是大多数人难以接受的，是走在时代前端的。其实验性在于戏剧本身的实验性。而在中国大陆，这种实验性不仅保持戏剧本身的实验性，而且在于政治上的实验性。
2000年之后，先锋话剧与商业话剧有结合的趋势。

### 与商业话剧的关系
但与此同时，国内很多为人所知的先锋话剧，都和商业走得很近，甚至可以说成为商业的宠儿。孟京辉就是一个最典型的例子。至今他都被很多专业研究者认为是“伪话剧先锋”，但在大众的心目中，他的“先锋”地位牢固不可动摇。从90年代末开始他的几部话剧都引起轰动，观众爆棚，票房成绩令人艳羡。对他的作品尽管也有不小的争议，但并不影响他每一部作品的上座率。
实际上，这正是90年代后期中国先锋话剧开始走向商业道路的表现。